# Hrabstwo Adair (Oklahoma)

Piramida wieku mieszkańców hrabstwa

Adair – hrabstwo w stanie Oklahoma w USA. Populacja liczy 21 038 mieszkańców (stan według spisu z 2000 roku).
Powierzchnia hrabstwa to 1494 km² (w tym 2 km² stanowią wody). Gęstość zaludnienia wynosi 14 osoby/km².

## Miejscowości
- Stilwell
- Watts
- Westville

## CDP
- Bell
- Cherry Tree
- Chewey
- Christie
- Elm Grove
- Fairfield
- Greasy
- Lyons Switch
- Marietta
- Mulberry
- Old Green
- Peavine
- Piney
- Proctor
- Rocky Mountain
- Salem
- Titanic
- Wauhillau
- West Peavine
- Zion